# Glischrocaryon
Glischrocaryon es un género de plantas de la familia  Haloragaceae. Comprende 5 especies descritas y  aceptadas.

## Hábitat
Son endémicas de Australia. Con especie en Nueva Gales del Sur, Victoria, Australia del Sur y Australia Occidental.

## Taxonomía
El género fue descrito por  Stephan Ladislaus Endlicher y publicado en Annalen des Wiener Museums der Naturgeschichte 2: 209. 1838. La especie tipo es: Glischrocaryon roei  Endl.

## Especies aceptadas
A continuación se brinda un listado de las especies del género Glischrocaryon aceptadas hasta mayo de 2014, ordenadas alfabéticamente. Para cada una se indica el nombre binomial seguido del autor, abreviado según las convenciones y usos. 
- Glischrocaryon angustifolium (Nees) M.L.Moody & Les
- Glischrocaryon aureum (Lindl.) Orchard
- Glischrocaryon behrii  (Schltdl.) Orchard
- Glischrocaryon flavescens  (J.Drumm.) Orchard
- Glischrocaryon roei  Endl.